# Лепіхіна
Лепі́хіна (рос. Лепихина) — присілок у складі Пишминського міського округу Свердловської області.
Населення — 9 осіб (2010, 11 у 2002).
Національний склад станом на 2002 рік: росіяни — 91 %.